# Приеро
Приеро (итал. Priero) — коммуна в Италии, располагается в регионе Пьемонт, в провинции Кунео.
Население составляет 504 человека (2008 г.), плотность населения составляет 25 чел./км². Занимает площадь 20 км². Почтовый индекс — 12070. Телефонный код — 0174.
Покровителем коммуны почитается святой Антоний Великий, празднование 17 января.

## Демография
Динамика населения:

## Администрация коммуны
- Официальный сайт: https://web.archive.org/web/20090731234732/http://www.comunepriero.cn.it/